# Lawrence Ati-Zigi
Lawrence Ati-Zigi (Ghana, 29 de noviembre de 1996) es un futbolista ghanés. Juega de portero y su equipo es el F. C. St. Gallen de la Superliga de Suiza.

## Selección nacional
Ha sido internacional con la selección de fútbol de Ghana. 

## Clubes
| Club                      | País    | Año       |
| ------------------------- | ------- | --------- |
| F. C. Liefering           | Austria | 2015      |
| Red Bull Salzburgo        | Austria | 2016      |
| F. C. Liefering           | Austria | 2016-2017 |
| F. C. Sochaux-Montbéliard | Francia | 2017-2020 |
| F. C. St. Gallen          | Suiza   | 2020-     |

## Palmarés

### Campeonatos nacionales
| Título     | Club               | País    | Año     |
| ---------- | ------------------ | ------- | ------- |
| Bundesliga | Red Bull Salzburgo | Austria | 2015-16 |